# Palazzo Sanuti Bevilacqua Degli Ariosti

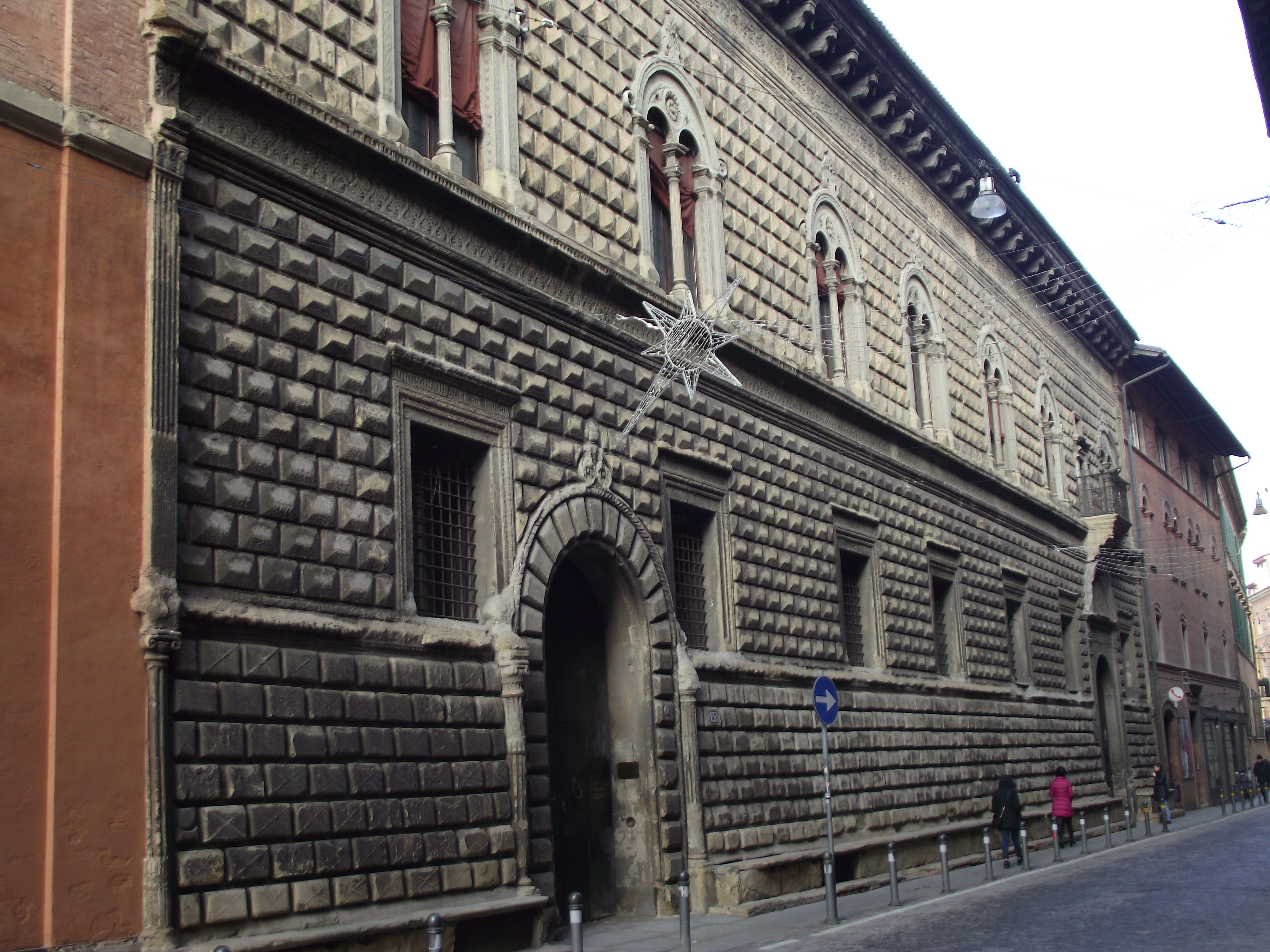
Die Fassade mit Bossenwerk des Palazzo Sanuti Bevilacqua Degli Ariosti

Der Palazzo Sanuti Bevilacqua Degli Ariosti ist ein Palast im Zentrum von Bologna in der italienischen Region Emilia-Romagna. Er liegt in der Via Massimo d’Azeglio 31.

## Geschichte und Beschreibung
Nicolò Sanuti, Graf von Porretta, ließ den Palast zwischen 1477 und 1482 erbauen. Es fällt auf, dass er keine Vorhalle hat, wie sie bei den Bologneser Palästen dieser Zeit üblich war. Das Erdgeschoss ist mit einer abgeschrägten Wand aus Bossenwerk geschlossen, das aus grauem Sandstein aus Porretta besteht. Die oberen Stockwerke sind hingegen in Mauerwerk ausgeführt.
Im Inneren hat der Palast einen schönen Hof, der mit Terrakottadekorationen von Sperandio da Mantova versehen und durch zwei Loggien gekennzeichnet ist, deren Säulen von Tommaso Filippo da Varignana geschaffen wurden. 1547 ließ Papst Paul III. einige Sitzungen des Konzils von Trient für zwei Jahre dorthin verlegen. Am Übergang zum 20. Jahrhundert restaurierte Alfonso Rubbiani den Palast, und der die obere Galerie zierende Fries wurde von A. Casanova renoviert.

## Fotogalerie

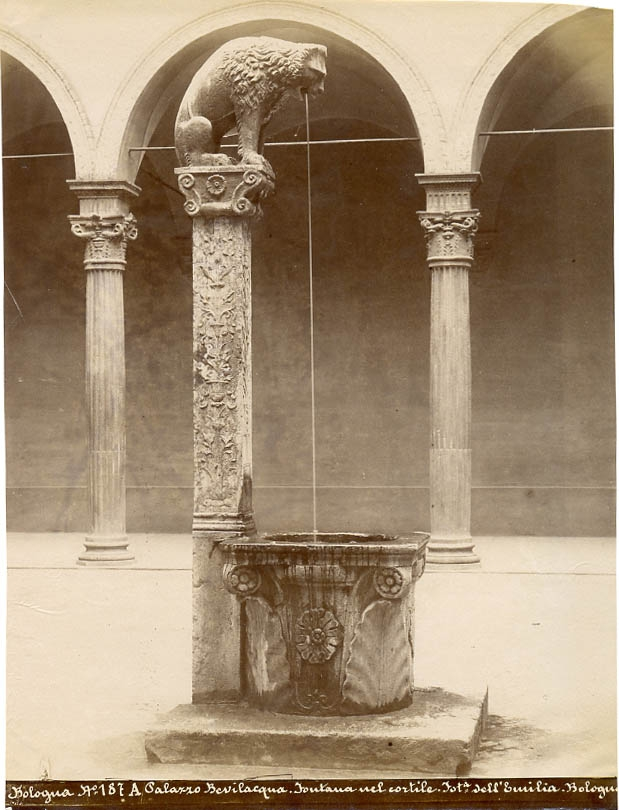
Brunnen im Innenhof, historisches Foto von Pietro Poppi (1833–1914)
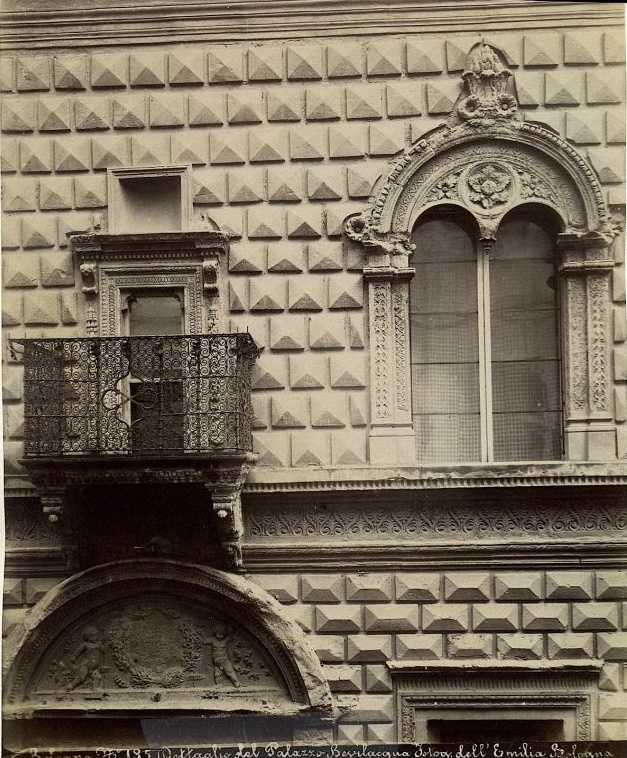
Detail der Fassade, historisches Foto von Pietro Poppi (1833–1914)
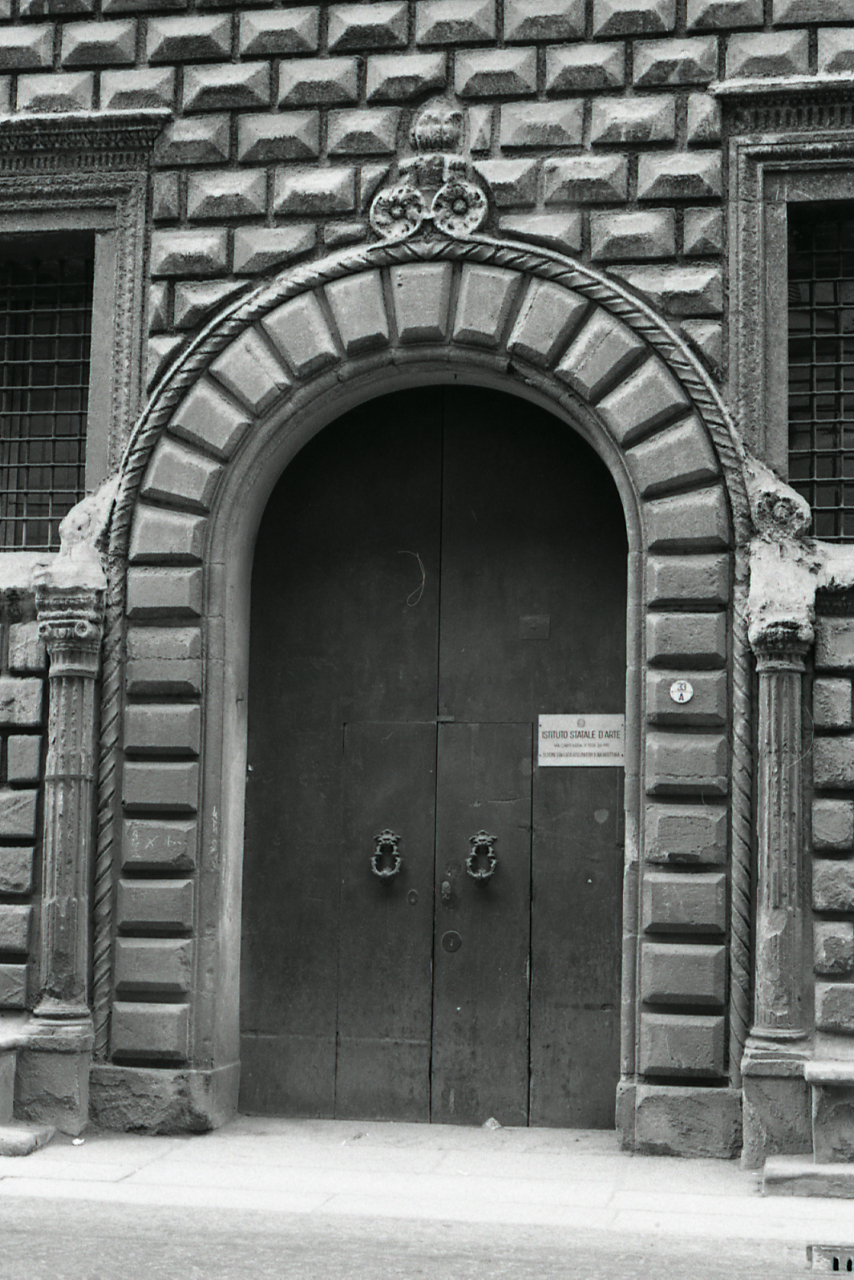
Detail des Eingangsportals, Foto von Paolo Monti, 1969
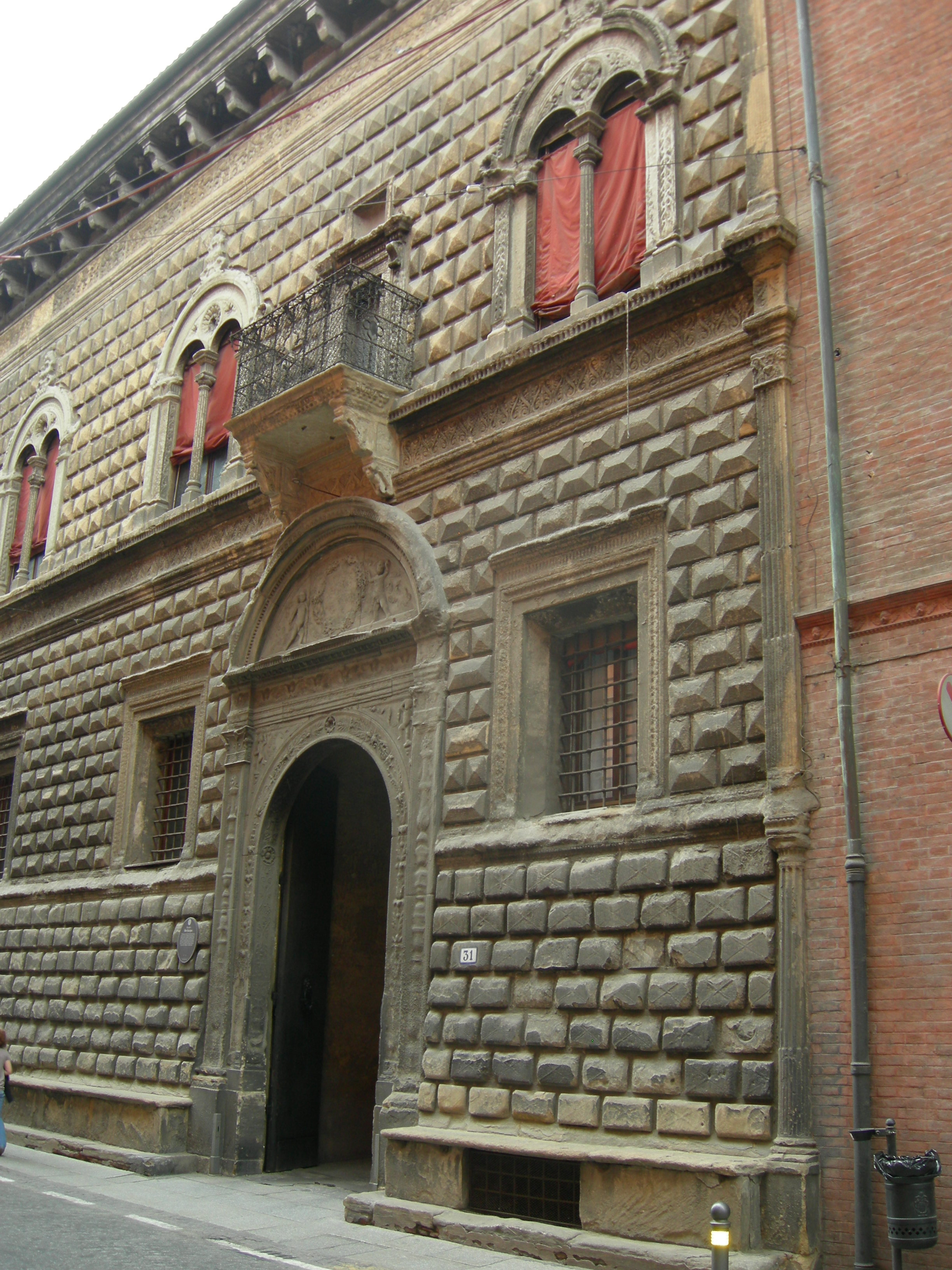
Ansicht der Fassade